# 宮本燈
宮本 燈（みやもと あかり）は、フリーランスのコラムニスト。美容、健康記事を中心に多数のメディアでコラムを掲載している。
2020年より、イギリス留学コンシェルジュとして、Crocus Garden（クロッカスガーデン）を立ち上げ、イギリス留学のサポートをしている。
HP:http://crocus-garden.vivian.jp/

## 人物
三重県出身。
お茶の水女子大学大学院修了後、イギリス・ブリストル大学大学院（社会学修士号）を修了した。専門分野は健康社会学や予防医学系の記事である。中高年女性の健康やメンタルヘルスを中心とした記事を執筆中で、海外の健康情報にも精通している。
ウーマンエキサイト、Amieなど多数の女性向けメディアで現在コラムを連載しており、30代・40代の女性向けの健康問題をテーマとしている。
| スタブアイコン | サブスタブ | この項目は、まだ閲覧者の調べものの参照としては役立たない、文人（小説家・詩人・歌人・俳人・作詞家・作家・放送作家・随筆家（コラムニスト）・文芸評論家）に関連した書きかけの項目です。この項目を加筆・訂正などしてくださる協力者を求めています（P:文学/PJ:作家）。 |